# Alcivan Tadeus Gomes de Araújo
Alcivan Tadeus Gomes de Araújo (ur. 21 maja 1972 w Cerro Corá) – brazylijski duchowny katolicki, biskup pomocniczy Paraíby od 2024. 

## Życiorys
Święcenia kapłańskie przyjął 1 lutego 1997 i został inkardynowany do diecezji Caicó. Pracował głównie jako duszpasterz parafialny, był także m.in. rektorem seminarium, wikariuszem generalnym, wikariuszem biskupim ds. powołań i posług kościelnych oraz ekonomem diecezjalnym.
8 listopada 2023 papież Franciszek mianował go biskupem pomocniczym archidiecezji Paraíba oraz biskupem tytularnym Fata.
2 lutego 2024 otrzymał święcenia biskupie w Katedrze św. Anny w Caicó. Udzielił mu ich biskup Antônio Carlos Cruz Santos. 